# Párizs–Brest-vasútvonal
A Párizs–Brest-vasútvonal egy 622 km hosszúságú, Párizs–Le Mans között 1,5 kV egyenárammal, Le Mans és Brest között 25 kV 50 Hz váltakozó áramrendszerrel villamosított, normál nyomtávolságú, kétvágányú vasúti fővonal Franciaországban Párizs és Brest között.

## Fontosabb állomások
- Gare Montparnasse (Párizs)
- Gare de Versailles-Chantiers
- Gare de Chartres
- Gare du Mans
- Gare de Laval
- Gare de Vitré
- Gare de Rennes
- Gare de Lamballe
- Gare de Saint-Brieuc
- Gare de Guingamp
- Gare de Plouaret-Trégor
- Gare de Morlaix
- Gare de Landerneau
- Gare de Brest